# 五十嵐勲
五十嵐 勲（いがらし いさお、1945年（昭和20年） - ）は、日本の教育学者、東京都市大学客員教授、早稲田大学大学院教職研究科客員教授。山形県鶴岡市出身。

## 略歴
- 1945年（昭和20年）、山形県鶴岡市に生れる。
- 1970年（昭和45年）、神奈川県立高等学校教諭
- 1999年（平成11年）、神奈川県立川崎北高等学校校長
- 神奈川県立厚木南高等学校校長
- 東京都市大学付属中学校・高等学校校長
- 神奈川県高等学校視聴覚教育研究会会長
- 神奈川県高等学校文化連盟会長
- 神奈川県立高等学校長会会長

※2004年　武蔵工業大学付属中学校校長に着任。
- 東京都市大学客員教授
- 2008年（平成20年）、早稲田大学大学院教職研究科客員教授

## 著作物
- 『学校における「言語学習」のこころみ - 韓国湖南大学イングリッシュ・キャンプの実践』 （教職研修2005年12月号に収録）